# Radost
Radost († 1142 in Kielce) war ab 1118 Bischof von Krakau. 

## Leben
Radost war wahrscheinlich polnischer Herkunft. Möglicherweise gehörte er zu den Adelsgeschlechtern Slavnikiden oder Różyce. Er wurde von dem polnischen Herzog Bolesław III. Schiefmund als Krakauer Bischof eingesetzt. 1124 empfing er den päpstlichen Legaten Gilo von Paris in Krakau. Er förderte den Ausbau der Wawel-Kathedrale sowie kirchliche Stiftungen des polnischen Adels. Er förderte die Zisterzienser in Jędrzejów sowie die Benediktinerkloster Heiligkreuz auf der Łysa Góra.